# Harry McEntire

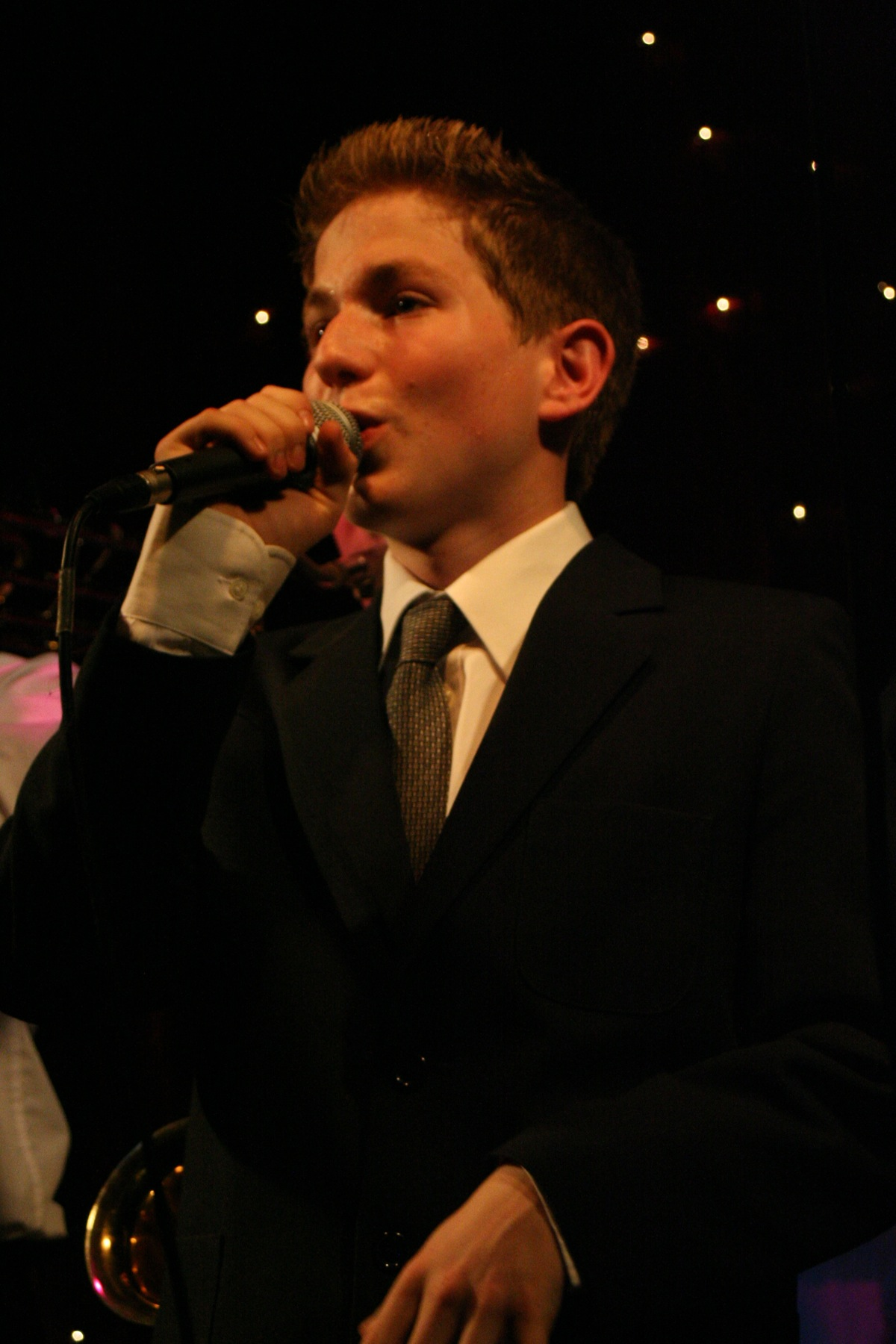
Harry McEntire (2007)

Harry McEntire (* 19. April 1990 in Redhill, Surrey, England) ist ein britischer Schauspieler und Synchronsprecher.

## Leben
McEntire wurde am 19. April 1990 in Redhill geboren. Der Schauspieler Denton De Gray (1924–2006) war sein Großvater. Erste Erfahrungen als Fernsehschauspieler sammelte er in der Fernsehserie Doctors und in den Fernsehfilmen Clay, Eric & Ernie und Owens erste Liebe. Eine größere Rolle hatte er 2012 in Tower Block. 2015 wurde er mit dem Manchester Theatre Award für seine Rolle im Stück Billy Liar im Royal Exchange in Manchester ausgezeichnet. Von 2015 bis 2018 stellte er die Rolle des Æthelwold im Netflix Original The Last Kingdom in insgesamt 24 Episoden dar. Weitere größere Serienrollen hatte er von 2012 bis 2013 in Prisoners Wives und von 2012 bis 2014 in Episodes inne.

## Filmografie (Auswahl)
- 2007: Jinx (Fernsehserie, Episode 1x01)
- 2008: Clay (Fernsehfilm)
- 2009: Po5t (Fernsehserie)
- 2009: Doctors (Fernsehserie, Episode 11x123)
- 2011: Eric & Ernie (Fernsehfilm)
- 2011: Doctors (Fernsehserie, Episode 13x107)
- 2012: Owens erste Liebe (Unconditional)
- 2012: Child (Kurzfilm)
- 2012: Tower Block
- 2012: Some Girls (Fernsehserie, 2 Episoden)
- 2012–2013: Prisoners Wives (Fernsehserie, 10 Episoden)
- 2012–2014: Episodes (Fernsehserie, 8 Episoden)
- 2015: Father Brown (Fernsehserie, Episode 3x15)
- 2015–2018: The Last Kingdom (Fernsehserie, 24 Episoden)
- 2016: Der junge Inspektor Morse (Endeavour, Fernsehserie, Episode 3x04)
- 2016: The Secret (Mini-Serie, Episode 1x03)
- 2016: Victoria (Fernsehserie, Episode 1x08)
- 2021: Unforgotten (Fernsehserie, Episode 4x06)

## Synchronisationen
- 2017: Tommies (Fernsehserie, Episode 4x05)
- 2019: Britannia (Fernsehserie, Episode 2x03)
- 2020: Assassin’s Creed Valhalla (Videospiel)
- 2022: Xenoblade Chronicles 3 (Videospiel)